# Paganico Sabino
Paganico Sabino település Olaszországban, Lazio régióban, Rieti megyében. Lakosainak száma 156 fő (2023. január 1.). Paganico Sabino Collegiove, Pozzaglia Sabina, Varco Sabino, Ascrea és Marcetelli községekkel határos.

## Népesség
A település lakossága az elmúlt években az alábbi módon változott:
| Lakosok száma | 172  | 166  | 156  |
|               | 2017 | 2018 | 2023 |